# Urraca Afonso de Portugal
D. Urraca Afonso de Portugal (1260-m.  após 1295) infanta de Portugal, senhora de Riba de Vizela e de Briteiros pelos respectivos casamentos. Encontra-se sepultada em túmulo próprio no Mosteiro de São João de Tarouca.

## Relações familiares
Filha natural de D. Afonso III, rei de Portugal e Madragana Ben Aloandro, filha do último alcaide do período mouro de Faro, o moçárabe Aloandro Ben Bakr, de origem judaica (descendente da família ibn Yahya). Foi casada por duas vezes, a primeira em maio de 1265 com Pedro Anes Gago de Riba de Vizela (m. 1286), filho de João Martins de Riba de Vizela e de D. Urraca Abril de Lumiares, de quem teve:
- Aldara Pires de Riba de Vizela, casou-se com João Pires Portel.[2]

O segundo casamento foi por volta de 1290 com D. João Mendes de Briteiros, filho de D. Mem Rodrigues de Briteiros e de Maria Anes da Veiga, de quem teve:
- Fernão Anes de Briteiros, sem descendência;[6]
- Gonçalo Anes de Briteiros (m. 1329), casou-se antes de 1317 com Sancha Pires de Gusmão;[7]
- Guiomar Anes de Briteiros;[8]
- Leonor Anes de Briteiros,casou-se com  Martim Anes de Briteiros;[9]
- Fruilhe Anes de Briteiros (m. depois 1329)[6]